# 인샬라 (1997년 영화)
"인샬라"는 1997년에 개봉한 대한민국의 영화이다.

## 캐스팅
- 최민수 : 한승엽 역
- 이영애 : 이향 역
- 조성권 : 북한조종사 역
- 히샴 아브라히미 : 모하메드 역
- 모하메드 카야 : 마노 역
- 네자 자카르야 : 파티마 역
- 안델카데르 로트피 : 경찰서장 역
- 켄자 조우트 : 마브르카 역